# 小紫雅史
小紫 雅史（こむらさき まさし、1974年〈昭和49年〉3月25日 - ）は、日本の政治家、環境官僚、外交官。奈良県生駒市長（3期）。

## 経歴
兵庫県小野市生まれ。父は地方公務員。小野市立小野小学校、小野市立小野中学校、白陵高等学校を経て、1997年一橋大学法学部卒業。一橋大学では水泳部と国際政治学の田中孝彦ゼミナールに所属した。卒業論文は「ド・ゴールの外交政策と米ソ冷戦への影響」。大学在学中に受けた行政職国家公務員試験に10番台前半の順位で合格し、卒業後は、官庁訪問で好感を持った旧環境庁（現環境省）に入省した。
2002年から米国シラキュース大学マックスウェル行政大学院行政経営学部に留学し、2003年修了（Master of Public Administration、Master of Arts取得）。また大学院在学中の夏休みにはパラオ共和国国際サンゴ礁保全センターで、業務分析などのインターンシップを1ヶ月行った。
2004年、朝比奈一郎らと特定非営利活動法人プロジェクトK（新しい霞ヶ関を創る若手の会）を設立し、副代表理事に就任するとともに、環境省を変える若手職員の会を設立し、代表に就任。環境省大臣官房廃棄物・リサイクル対策部企画課リサイクル推進室室長補佐を経て、2007年から外務省在アメリカ合衆国日本国大使館一等書記官に出向。その後、環境省地球環境局地球温暖化対策課課長補佐、日本環境安全事業営業企画課長を経て、2011年環境省大臣官房秘書課課長補佐を最後に依願退官し、公募されていた生駒市副市長に就任。2013年から立命館大学「霞塾」客員講師兼任（2019年現在、退任済み）。

### 生駒市長に就任
2015年2月26日、生駒市長の山下真が辞職。これに伴って同年4月26日に行われた市長選挙に山下の後継者として無所属で出馬。荒井正吾奈良県知事などの支援を受けた中谷由里子（料理研究家として「海豪うるる」のペンネームをもつ）（無所属・自由民主党推薦）らを破り、初当選（小紫24,955票、中谷19,660票、都築直人3,140票）。当選後の会見では「県におんぶに抱っこではいつまでも地方創生、分権はできない」という、山下前市長から引き継いだ地方分権論を展開した。
2019年、国民民主党と公明党生駒支部の推薦を受けて市長選に立候補。小紫は自民党にも推薦依頼を出していたが、自民党は前回に引き続き中谷を推薦。投開票の結果、中谷を破り再選（小紫28,902票、中谷18,816票）。
2023年の生駒市長選でも小紫・中谷の両者が自民党に推薦依頼を出し、2023年1月15日に自民党奈良県連は小紫の推薦を決定。市長選で小紫は自民党・立憲民主党・公明党の各県組織と、国民民主党本部の推薦を受けて立候補し、一方、中谷は日本維新の会の公認を受け、ペンネームの「海豪うるる」名義で立候補を届け出た。投開票の結果、海豪を2万票以上の大差で下し、再選（小紫37,169票、海豪14,401票）。出口調査では小紫は推薦を受けた各政党の支持層の8割を固めたほか、無党派層からも8割台半ばの支持を受け、公認候補を擁立した維新の支持層からも4割強の支持を得た。同年奈良県市長会会長。

## 政策・人物
- 2017年7月、市と、大阪ガス、生駒商工会議所、南都銀行、市民エネルギー生駒の共同出資により、地方公共団体と大手エネルギー会社の共同による小売電気事業者としては初となるいこま市民パワー株式会社を設立し、同社代表取締役社長に就任[14]。
- 2019年10月、第14回マニフェスト大賞優秀マニフェスト推進賞を受賞[15]。
- 2021年3月25日、LGBTなど性的少数者のカップルが婚姻に相当する関係にあると認める「パートナーシップ宣誓制度」を導入すると発表した。同制度は同年4月1日に導入された[16][17]。

## 役職
- 奈良県自然環境保全審議会委員[18]
- 奈良県奈良の観光力アップ推進協議会委員[19]
- 京都府けいはんな学研都市新たな都市創造委員会委員[20]
- いこま市民パワー株式会社代表取締役社長[21]
- 環境自治体会議幹事[22]
- 日本ファンドレイジング協会設立発起人[23]

## 著作

### 著書
- （プロジェクトKでの共著）『霞ヶ関構造改革・プロジェクトK』東洋経済新報社（2005）
- （プロジェクトKでの共著）『霞ヶ関維新―官僚が変わる・日本が変わる』英治出版（2009）
- （プロジェクトKでの共著）『霞が関から日本を変える』マイナビ新書（2012）
- 『さっと帰って仕事もできる！残業ゼロの公務員はここが違う！』学陽書房（2015）
- 『10年で激変する! 「公務員の未来」予想図』学陽書房 (2018)
- 『公務員面接を勝ち抜く力』実務教育出版 (2018)
- 『生駒市発！「自治体３．０」のまちづくり : 市民と行政がタッグを組む！』学陽書房 (2020)
- 『地方公務員の新しいキャリアデザイン : ワーク、ライフ、コミュニティ、セルフのブレンド』実務教育出版 (2021)

### 論文・雑誌記事
- 「COP3以降の我が国の地球温暖化対策とCOP6への道筋」（産業と環境29(7) (通号 332) 2000.07）
- 「法令解説 容器包装廃棄物の排出抑制に向け国・地方自治体・事業者・国民等の協働を推進--併せて、事業者が市町村に資金を拠出する仕組みを創設--容器包装に係る分別収集及び再商品化の促進等に関する法律の一部を改正する法律」（時の法令(通号 1777) 2007.1.15）
- 「Project Kの視点から見た 米国行政事情(新連載・第1回)総合戦略本部としてのホワイトハウス米大統領府の実力」（時評50(4) (通号 541) 2008.4）
- 「Project Kの視点から見た 米国行政事情(第2回)米国政府の人事制度とリボルビングドアシステムのメリット」（時評50(5) (通号 542) 2008.5）
- 「Project Kの視点から見た 米国行政事情(第3回)「迅速性」と「リスクの取れる行政」が業務効率化の決め手」（時評50(6) (通号 543) 2008.6）
- 「Project Kの視点から見た 米国行政事情(第4回)PSRが当たり前の社会を創ろう!」（時評50(7) (通号 544) 2008.7）
- 「Project Kの視点から見た 米国行政事情(第5回)小さくとも強い国家を作るには」（時評50(8) (通号 545) 2008.8）
- 「プロジェクトKの視点から見た米国行政事情(最終回)Gross National Happiness」（時評50(9) (通号 546) 2008.9）
- 「初心者でも楽しめる米国国立公園体験記（特集 自然公園における自然解説）」（国立公園(通号 671) 2009.3）
- （共著）「高齢化社会に向け自転車を活用したまちづくりを考える 座談会 エコ自転車通勤のすすめ」（時評54(10)=595:2012.10）
- 「ジェネリック医薬品の推進に向けて 生駒市におけるジェネリック医薬品利用推進に向けた挑戦」（時評54(7)=592:2012.7）
- 「自治体間競争時代到来! 役所で生き抜くヒント(第1回)自分プロジェクトのススメ」（地方財務(720):2014.6）
- 「自治体間競争時代到来! 役所で生き抜くヒント(第2回)本来業務の大切さ」（地方財務(721):2014.7）
- 「自治体間競争時代到来! 役所で生き抜くヒント(第3回)施策を創るコツ」（地方財務(722):2014.8）
- 「自治体間競争時代到来! 役所で生き抜くヒント(第4回)スピード感ある自治体職員になるための心得」（地方財務(723):2014.9）
- 「自治体間競争時代到来! 役所で生き抜くヒント(第5回)3年目までで勝負は決まる」（地方財務(724):2014.10）
- 「自治体間競争時代到来! 役所で生き抜くヒント(第6回)スピード感ある成長のための人間関係の作り方」（地方財務(725):2014.11）
- 「自治体間競争時代到来! 役所で生き抜くヒント(第7回)成長のためのネットワークを作る」（地方財務(726):2014.12）
- 「自治体間競争時代到来! 役所で生き抜くヒント(第8回)国とのより良い関係を創る」（地方財務(727):2015.1）
- 「自治体間競争時代到来! 役所で生き抜くヒント(第9回)適切な「ホウ・レン・ソウ」（地方財務(728):2015.2）
- 「自治体間競争時代到来! 役所で生き抜くヒント(第10回)コミュニケーション力と専門性」（地方財務(729):2015.3）
- 「自治体間競争時代到来! 役所で生き抜くヒント(第11回)辞めても食べていける公務員を目指そう! 」（地方財務	(730):2015.4）
- 「自治体間競争時代到来! 役所で生き抜くヒント(最終回)4つの顔を持つ自治体職員になろう」（地方財務(731):2015.5）
- （共著）「特別座談会 スマートコミュニティ社会の形成が、地方創生、国土形成を実現する(前編)生駒市の先進的挑戦に見る日本版シュタットベルケの未来像」（時評57(11)=632:2015.11）